# Michele De Napoli
Michele De Napoli (Terlizzi, 25 aprile 1808 – Terlizzi, 24 marzo 1892) è stato un pittore e politico italiano.

## Biografia
A 20 anni lasciò Terlizzi e nel 1833 conseguì a Napoli la laurea in Giurisprudenza per assecondare i voleri del padre, appartenente ad una nuova famiglia del primo ceto di Terlizzi. Appena laureato decise di seguire la sua vocazione artistica iscrivendosi al Reale Istituto di Belle Arti e intraprendendo la carriera di pittore.
A seguito dell'Unità d'Italia ricoprì cariche di responsabilità pubblica a Napoli. Nel 1863, alla morte del padre, ritornò a Terlizzi, dove fu sindaco e poi consigliere provinciale a Bari.
Fu autore del sipario del teatro comunale Niccolò Piccini di Bari (1854), raffigurante il torneo in onore dell'imperatore Baldovino e ideò anche il Carro Trionfale di Terlizzi.
Nel 1892 donò con lascito testamentario al Comune di Terlizzi il Palazzo di famiglia oltre alla collezione di oltre mille opere, affinché potessero essere apprezzate da chiunque.

Il Palazzo è oggi sede della "Pinacoteca de Napoli", che racchiude le opere dell'artista oltre alla Pinacoteca Provinciale di Bari.
Fu uno dei primi valenti maestri del pittore Francesco Netti.

## Opere
- Alessandro e il suo medico Filippo (1837), Pinacoteca de Napoli, Terlizzi (Ba);
- Prometeo che plasma l'uomo con l'argilla (1841), Museo di Capodimonte, Napoli;
- Torneo di re Manfredi, Teatro Piccinni, Bari;
- Immacolata in gloria con la Trinità, Santi e Angeli (1853), Cattedrale, Capua;
- San Francesco d'Assisi mostra le stigmate ai suoi monaci, Museo di Capodimonte, Napoli;
- Invenzione della Madonna di Sovereto, Concattedrale, Terlizzi.
- San Benedetto resuscita un contadino 1859, dipinto, opera custodita nella chiesa di San Placido di Catania.